# Heinrich Gerbholz
Heinrich Gerbholz (* 10. Juni 1910 in Rudynka, Kreis Kostopol; † 26. April 1952 in Großziethen) ist ein Todesopfer des DDR-Grenzregimes vor dem Bau der Berliner Mauer. Er wurde bei einer Verhaftung angeschossen und verstarb im Krankenhaus der Volkspolizei an seinen Verletzungen.

## Leben
Heinrich Gerbholz wurde in Rudynka im Kreis Kostopol in Wolhynien geboren. Er wurde 1918 durch den Friedensvertrag von Versailles zum polnischen Staatsbürger. Gerbholz heiratete 1935 und das Ehepaar bekam 1936 einen Sohn. Ende 1938 kam er mit seiner Frau nach Berlin und ließ sich im Bezirk Neukölln nieder. Nach seinen eigenen Angaben war er aus seinem Haus vertrieben worden. Nach Ansicht der deutschen Behörden und nach nationalsozialistischen Maßstäben hatte er sich in Polen „charakterlich und politisch einwandfrei“ verhalten. Nach anfänglichen Einwänden der Gestapo, die vermutete, Gerbholz habe vor seiner Übersiedlung „Volksdeutsche“ an die polnischen Behörden verraten, erhielt er 1944 die deutsche Staatsbürgerschaft. Zuvor hatte er im deutsch besetzten Generalgouvernement 1943 einen Hof bekommen.
Wahrscheinlich ist die Familie Gerbholz bei Kriegsende nach Berlin geflüchtet oder vertrieben worden. Im April 1952 lebte Gerbholz mit seiner Ehefrau wieder im West-Berliner Bezirk Neukölln. Er besaß seit 1946 ein Grundstück in Großziethen im zur DDR gehörenden Berliner Umland. Das Grundstück wurde landwirtschaftlich genutzt und lag nahe an der Grenze zum West-Berliner Ortsteil Buckow. Das Haus und einen Teil des Grundstücks hatte der Ortsbürgermeister beschlagnahmt. Es wurde von einem Kommando der Grenzpolizei genutzt. Heinrich Gerbholz soll mit den dort stationierten Polizisten ein gutes Verhältnis gepflegt haben. Seinen Acker konnte er weiterhin bestellen. Zeugen berichteten, dass er mit den Grenzpolizisten Tauschgeschäfte machte und Grenzer nach West-Berlin mitnahm, was diesen untersagt war. Gerbholz hatte immer wieder Probleme mit einem Kommissar der Grenzpolizei, der sein Fahrzeug an der Grenze besonders gründlich kontrollierte, da Gerbholz „Schiebergeschäfte“ zusammen mit Grenzpolizisten nachgesagt wurden.

### Todesumstände
Am 26. April 1952 sollten zwei Grenzpolizisten Heinrich Gerbholz auf seinem Grundstück vorläufig festnehmen. Ihm wurde Schmuggel vorgeworfen. Ein weiterer Grund kann der Verdacht gewesen sein, er habe mehrfach einen Grenzpolizisten der DDR nach West-Berlin mitgenommen.
Am Tag seines Todes fuhr Heinrich Gerbholz nach Großziethen über die Grenze. Im Bericht der Grenzpolizei wurde behauptet, er habe auf seinem Wagen Getreide unter Gras versteckt gehabt. Als er verhaftet werden sollte, sei er geflüchtet und nach Abgabe eines Warnschusses durch einen Zielschuss tödlich verletzt worden. Gerbholz wurde mit einem Bauchschuss in das Krankenhaus der Volkspolizei in der Berliner Scharnhorststraße eingeliefert und verstarb dort gegen 20:40 Uhr. Alle beteiligten Grenzpolizisten wurden kurz nach der Tat zu anderen Dienststellen versetzt.
Die West-Berliner Kriminalpolizei ermittelte im Fall Heinrich Gerbholz und veranlasste eine Obduktion der Leiche. Sie konnte die Identität der wahrscheinlichen Täter feststellen. Ihr gelang es jedoch nicht, deren Aufenthaltsort und, wegen widersprüchlicher Zeugenaussagen, die genauen Tatumstände zu ermitteln. Die meisten West-Berliner Tageszeitungen berichteten entsprechend über den Vorfall und die polizeilichen Ermittlungen. Die Staatsanwaltschaft Berlin leitete Mitte der 1990er-Jahre erneut ein Verfahren ein, das ergebnislos eingestellt wurde.